# Александрија (гувернорат)
Александрија је један од 27 гувернората Египта. Заузима површину од 2.679 km². Према попису становништва из 2006. у гувернорату је живело 4.110.015 становника. Главни град је Александрија.

## Становништво
| 2006.     | 2012. (процена) |
| --------- | --------------- |
| 4.110.015 | 4.509.000       |